# نوفورجف
نوفورجف (بالروسية: Новоржев) هي إحدى مدن روسيا في الكيان الفدرالي الروسي بسكوف أوبلاست.